# Jacopo Loschi
Jacopo Loschi (Parma, 1425 – Carpi, 1504) è stato un pittore italiano.

## Biografia
La sua prima opera documentata è del 1457, eseguita assieme al pittore Bartolino de' Grossi (presso il quale inizió la sua formazione artistica e di cui sposò la figlia Lucrezia). Si tratta degli affreschi non più esistenti nella chiesa di San Francesco del Prato a Parma, per la quale disegnò anche l'organo. Da pagamenti ricevuti nel 1460 si ricava che dipinse per il Duomo di Parma due pale (per gli altari di San Bernardo e di Sant'Agata) e una pace con il Sepolcro di Cristo, andate perdute. Tra il 1487 e il 1488 lavorò per i frati del convento di San Giovanni Evangelista. Nel 1496 risulta stabilito a Carpi, dove rimase fino alla morte.
Diverse sue opere sono conservate nella Galleria nazionale di Parma: 
- Madonna col Bambino e angeli e Eterno benedicente, pala d'altare datata 1471, proveniente dalla chiesa di Sant'Agostino.
- Il trittico con la Visitazione tra i santi Ilario e Girolamo.
- Due affreschi (Madonna col Bambino e angeli fra i santi Sebastiano e Rocco, nella lunetta Cristo in pietà, e Madonna col Bambino fra i santi Girolamo e Giovanni Battista, nella lunetta l'Eterno), provenienti dall'oratorio di San Girolamo. Questi due affreschi, precedentemente di autore incerto, gli sono stati attribuiti in seguito a studi condotti da A. Ghidiglia Quintavalle, e databili 1470.

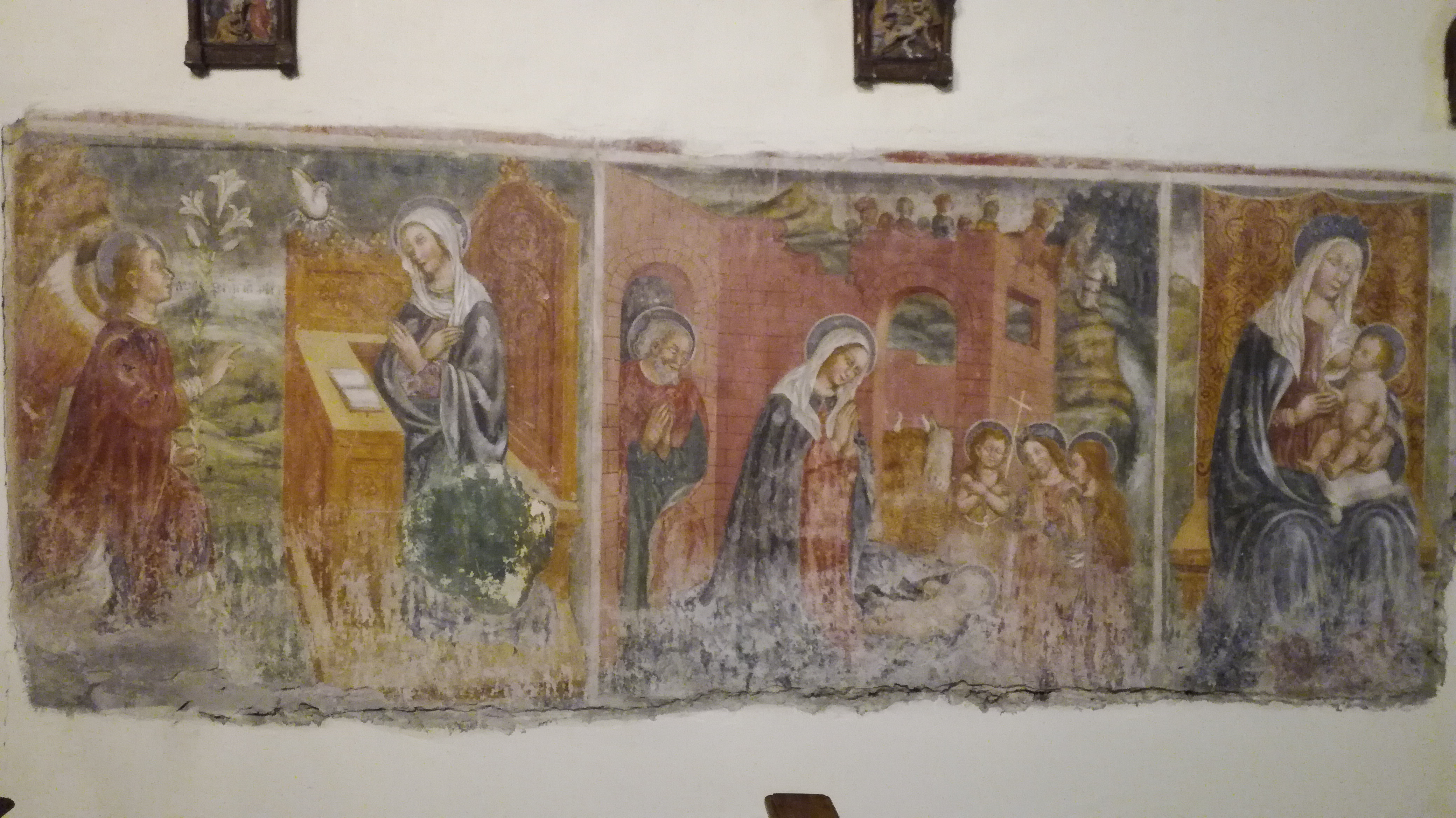
Affresco nella chiesa di Sanguigna

Al Loschi viene attribuito il ciclo di cinque affreschi quattrocenteschi presenti nella chiesa di San Salvatore a Sanguigna.
Suo figlio Bernardino fu anch'egli un pittore, attivo a Parma e a Carpi. Gli è stata recentemente attribuita una Madonna con il Bambino nella Badia di Santa Maria della Neve a Torrechiara, precedentemente attribuita dal Pelicelli a Francesco Tacconi.